# موتور قادر بخش (بمبور الغربي)
موتور قادر بخش (بالإنجليزية: Mowtowr-e Qader Bakhsh, Bampur)‏ هي منطقة سكنية تقع في إيران في سيستان وبلوتشستان. يقدر عدد سكانها بـ 27 نسمة .